# Чешуйчатка съедобная
Чешу́йчатка съедо́бная (лат. Pholiota nameko) — гриб рода Фолиота семейства Строфариевых (Strophariaceae). 
Научные синонимы:
- Collybia nameko T.Ito, 1929 basionym
- Kuehneromyces nameko (T.Ito) S.Ito, 1959

Русские синонимы:
- Намеко
- Фолиота намеко
- Опёнок намеко

Японское название «намеко» (滑子) означает «скользкие грибы». Растут они «семейками» как опята, по несколько тонких ножек высотой около 5 см из одного основания, на пнях и поваленных стволах деревьев широколиственных пород, например буков. Небольшие — 1—2 см в диаметре, оранжево-коричневые шляпки намеко покрыты очень скользким желеобразным веществом, отсюда и их название.
Используется в японской кухне для приготовления супа мисо.
Культивируется в больших количествах в Китае и Японии.
Растет в условиях повышенной влажности (90—95 %), для разведения требует оборудования специальных укрытий и искусственного увлажнения воздуха. В России часто продаётся в маринованом виде под названием «опята».